# 甲斐諭
甲斐 諭（かい さとし、1944年5月16日 - ）は、日本の農業経済学者。九州大学名誉教授。元中村学園大学学長。元日本農業経済学会会長。

## 人物・経歴
日本統治時代の台湾で生まれる。日本の降伏後引き揚げ、宮崎県宮崎市で育つ。1968年宮崎大学農学部畜産学科卒業。1970年九州大学大学院農学研究科農政経済学専攻修士課程修了。1973年九州大学大学院農学研究科農政経済学専攻博士課程単位取得退学、九州大学農学部助手。1976年九州大学農学博士。1988年九州大学農学部助教授。1990年福岡市農政審議会委員。1995年農林水産省農政審議会委員。1998年九州大学農学部教授。1999年農林水産省食料・農業・農村政策審議会委員。2000年福岡市卸売市場開設運営協議会副会長。2002年文部科学省大学設置・学校法人審議会専門委員。2003年内閣府食品安全委員会プリオン専門部会委員、厚生労働省薬事・食品審議会臨時委員 。2004年日本農業市場学会副会長。2005年日本流通学会副会長。2006年日本農業経済学会会長、日本農学会評議員。2008年九州大学名誉教授、中村学園大学流通科学部教授、中村学園大学流通科学研究所長、福岡市食の安全推進会議委員長。2010年中村学園大学流通科学研究科長。2011年中村学園大学学長、中村学園大学短期大学部学長、鹿児島大学連合大学院外部評価委員会委員。2013年福岡県食育・地産地消ふくおか県民会議会長。2014年小郡市農政審議会委員長。2015年琉球大学農学部自己点検・評価外部評価委員。2016年福岡県食品ロス削減推進協議会会長。2018年福岡大同青果コンプライアンス委員会委員、小郡市食と農の複合施設開設検討委員会委員長。2020年学長を退任し、中村学園顧問、中村学園大学客員教授に就任。2020年瑞宝中綬章受章。

## 著書
- 『肉牛生産の展開構造』明文書房 1976年
- 『あか牛の経済性に関する研究 : 生産と流通の実態』日本あか牛登録協会 1980年
- 『肉牛の生産と流通』明文書房 1982年
- 『グローバル経済下の環境・会計・歴史』九州大学出版会 2002年
- 『山村の暮らしの再興 : 福岡県旧浮羽町を事例として』九州学術出版振興センター 2005年
- 『食農資源の経済分析 : 情報の非対称性解消をめざして』農林統計協会 2008年
- 『食品流通の最前線』中村学園大学流通科学研究所 2010年
- 『食品流通のフロンティア』農林統計出版 2011年
- 『流通ビジネスの新展開』五絃舎 2016年
- 『地域活性化の理論と実証』歌書房 2019年
- 『現在の流通ビジネス : 農業と食を中心に』五絃舎 2021年